# پروکسیموس
پروکسیموس (انگلیسی: Proximus) شرکت مخابرات بلژیکی است، که در سال ۱۹۹۴ تأسیس شد.